# عين آزال
عين آزال (بالإنجليزية: Aïn Azel) هي مدينة وبلدية تابعة إداريا وإقليميا إلى دائرة عين آزال التابعة إلى ولاية سطيف الجزائرية، تقع على بعد 48 كلم جنوب مدينة سطيف، وهي بلدية تعدادها السكاني حوالي 48487 نسمة (إحصاء سنة 2008).

## روابط خارجية
- ولاية سطيف
- دائرة عين آزال